# Mesochorus calidus
Mesochorus calidus là một loài tò vò trong họ Ichneumonidae.